# Benjamin Harrison V.
Benjamin Harrison V. (5. dubna 1726, Virginie – 24. dubna 1791, Virginie) byl americký farmář a obchodník. Stal se jedním z revolučních vůdců. Byl jedním z Otců zakladatelů USA. Vysokoškolské vzdělání získal na College of William and Mary ve Williamsburgu ve Virginii. Stal se zástupcem Virginie v House of Burgesses pro kraj Surry County ve Virginii (1756–1758, 1785–1786) a Charles City County (1766–1776, 1787–1790). Od roku 1774 do roku 1777 byl delegátem za stát Virginie na kontinentálním kongresu, působil ve výboru, který vypracoval vzorovou smlouvu – Model Treaty – (také známá jako plán z roku 1776), jenž byl vytvořen během americké revoluce. Spolunavrhoval modelové vzory smluv pro budoucí zahraniční vztahy mezi novou americkou vládou a ostatními národy. Během druhého kontinentálního kongresu podepsal Deklaraci nezávislosti.
Benjamin Harrison V. byl pátým guvernérem Virginie a to od roku 1781 do roku 1784.
Mezi jeho přímé potomky patří dva prezidenti: jeho syn William Henry Harrison, 9. prezident USA, a jeho pravnuk Benjamin Harrison (20. srpna 1833 – 13. března 1901) jenž se stal 23. prezidentem USA. Harrisonovi patří mezi čtyři rodiny, ze kterých vyšli dva prezidenti se stejným příjmením; další jsou rodiny Adamsovi, Rooseveltovi a Bushovi. Rodina zahrnuje také guvernéry státu, zákonodárce, starosty a významné osobnosti.

## Životopis
Harrison byl nejstarší z deseti dětí narozených Benjaminovi Harrisonovi IV. a Anne Carter, která byla dcerou Roberta Cartera I. První Benjamin Harrison dorazil do kolonií kolem roku 1630. Britský historik F.A. Inderwick tvrdí, že Benjamin Harrison IV. odvozuje svůj původ od anglického generálmajora Thomase Harrisona (1616 – 13. října 1660). Anglická občanská válka vedla k popravě krále Karla I. Rozkaz k popravě v roce 1649 podepsal právě Thomas Harrison. V roce 1660, krátce po restauraci, byl Thomas Harrison shledán vinným z vraždy a oběšen a jeho tělo bylo rozčtvrceno. Ovšem tento původ rodiny je sporný. Benjamin Harrison IV. a Anne postavili panský dům na plantáži Berkeley Plantation ve Virginii. Působil jako smírčí soudce a zastupoval kraj Charles City ve Virginia House of Burgesses.

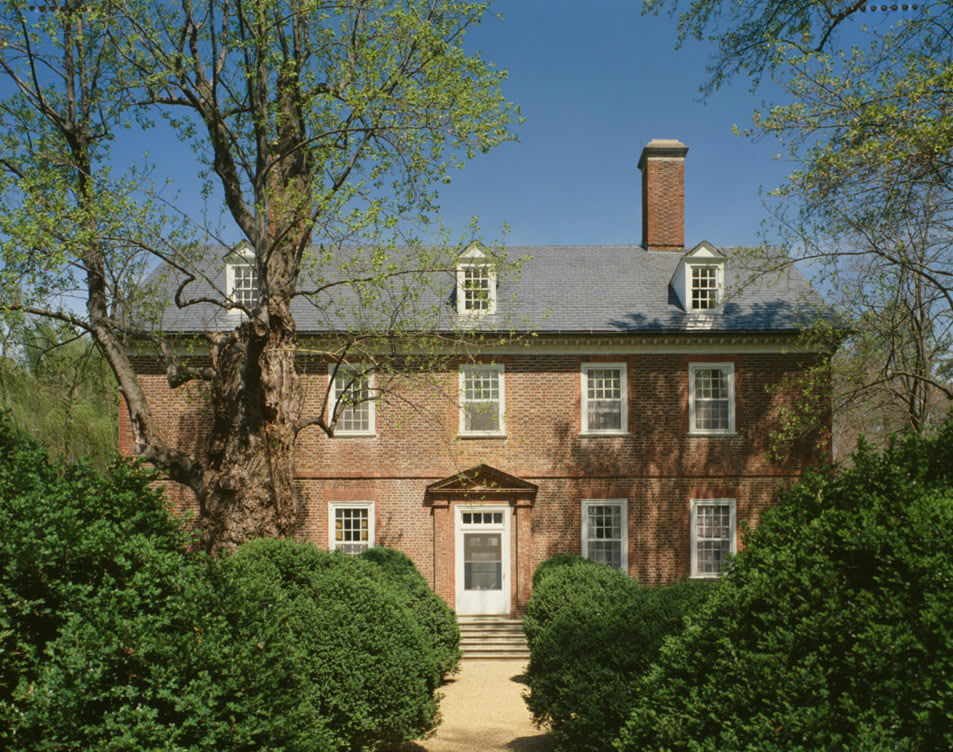
Berkeley Plantation, usedlost rodiny Harrisonů ve Virginii

Jako mladý byl Benjamin Harrison V. popisován jako „vysoký a dobře stavěný“, s „pěknými rysy a dobře tvarovanými ústy nad výraznou bradou“. Jeho bratr Carter Henry se stal leadrem v kraji Cumberland; bratři Henry a Robert zemřeli mladí. Bratr Nathaniel se usadil v kraji Prince George County, stal se šerifem a později byl zvolen do House of Burgesses. Bratr Henry bojoval ve francouzsko-indiánské válce a později se usadil v Hunting Quarter v Sussex County ve Virginii. Bratr Charles se připojil ke kontinentální armádě a byl povýšen do hodnosti brigádního generála.
Harrisonův otec byl zasažen bleskem při zavírání horního okna 12. července 1745 ve věku 51 let a on a dcera Hannah byli zabiti. Benjamin zdědil většinu majetku svého otce, včetně rodinného domu v Berkeley a řady okolních plantáží. Rovněž převzal vlastnictví a odpovědnost za vybavení, statek a četné otroky panského domu. Jeho sourozenci zdědili dalších šest plantáží, majetků a otroků, protože se otec rozhodl odchýlit se od tradice ponechávání celého panství nejstaršímu synovi. Harrisonův otec rozhodně zakázal jakékoli rozdělování rodin otroků při dělení majetku.

## Politická kariéra
Harrison následoval otce ve funkci zástupce krajů Charlese City a Surry v House of Burgesses a také pracoval jako okresní soudce. V roce 1770 byl mezi prvními signatáři dohody mezi zákonodárci Virginie a obchodníky bojkotujícími britské dovozy, dokud britský parlament nezrušil zákon o dani z čaje. Také se připojil k prohlášení, že zákony britského parlamentu jsou neplatné, pokud je britský parlament schválil bez souhlasu amerických kolonistů. Důsledkem tzv. bostonské čajové párty, revolty z roku 1773, byla represivní opatření britského parlamentu, která kolonisté nazvali nepřijatelnými akty (Intolerable Acts). Harrison a 88 členů Virginia House of Burgesses podepsali 24. května 1774 prohlášení ve kterém odsoudili tyto zákony britského parlamentu, a vyzvali další kolonie ke svolání kontinentálního kongresu. Harrison byl 5. srpna 1774 vybrán jako jeden ze sedmi delegátů za stát Virginie. Poprvé opustil svůj domovský stát, odcestoval do Filadelfie, kam dorazil 2. září 1774.
Harrison se shodl se staršími a konzervativnějšími kolegy delegáty Kongresu a nebyl příliš nakloněn politice mladých a radikálnějších delegátů, nerozuměl si zejména s Johnem a Samuelem Adamsem. John Adams ve svém deníku popsal Harrisona jako „dalšího sira Johna Falstaffa“, „obscénního“, „profánního“ a „bezbožného“, a také nezapomněl připomenout, že Harrison... je tak dychtivý účastnit se kontinentálního kongresu, že „zde bude, i kdyby měl jít pěšky.“ Jejich vzájemná nechuť byla způsobena především rozdíly v osobnosti a stranickém frakcionismu; Harrison se spojil s Johnem Hancockem a Adams s Richardem Henrym Leeem, jemuž Harrison neústupně oponoval v House of Burgesses
První kontinentální kongres byl ukončen v říjnu finalizací „Petition to the King“ peticí pro krále, která byla podepsána všemi delegáty včetně Harrisona. Podepsaná petice byla v roce 1774 zaslána králi Jiřímu III. s požadavkem na zrušení Intolerable Acts a návratu k dobrým vztahům s korunou.

## Druhý kontinentální kongres a Deklarace nezávislosti
Druhý kontinentální kongres byl svolán v květnu 1775. Harrison bydlel během kongresu ve Filadelfii v domě spolu s Peytonem Randolphem a Georgem Washingtonem. Zůstal tam sám poté, co Washington převzal velení kontinentální armády a Randolph zemřel. Harrison zůstal na kongresu do konce zasedání v červenci 1776, na kongresu pracoval jako předseda Committee of the Whole. Předsedal závěrečným debatám o „Lee Resolution“, dokumentu delegáta Virginie Richarda Henryho Lee, a předsedal také debatám o změnách závěrečného znění Deklarace nezávislosti.
Výbor pěti (Committee of Five) předložil návrh deklarace 28. června 1776 Jeffersonovi a Kongres dne 1. července rozhodl, že o jeho obsahu by měl jednat Committee of the Whole, kterému předsedá Harrison. Výbor jej ve dnech 2. a 3. července pozměnil a ve čtvrtek 4. července jej ve finální podobě přijal. Harrison to řádně ohlásil Kongresu a po závěrečném čtení prohlášení kongres jednomyslně rozhodl, že deklarace bude přítomnými podepsána.
Harrison byl známý pro svůj smysl pro humor; dokonce i odpůrce John Adams ve svém deníku připustil, že „Harrisonovy příspěvky a způsobily mnohé osvěžení v jinak drsném jednání.“ Elbridge Gerry se posadil na Harrisonovo místo u stolu, aby podepsal Deklaraci, a mohutný Harrison to okomentoval: „Budu mít před vámi velkou výhodu pane Gerry, až budeme všichni pověšeni za to, co nyní děláme. Pro velikost a hmotnost mého těla umřu za pár minut a budu s anděly, ale pro lehkost vašeho těla budete tančit ve vzduchu hodinu nebo dvě než zemřete.“

## Revoluční válka
Harrison se v listopadu vrátil na znovu svolaný kongres do Filadelfie a převzal povinnosti související s vedením války. Odcestoval do Cambridge s Georgem Washingtonem a několika dalšími delegáty, aby naplánovali podporu a ustanovení kontinentální armády. Také úzce spolupracoval s kolegy delegáty na obraně Jižní Karolíny, New Yorku, a Massachusetts. Od prosince 1776 až do března 1777 byl Kongres ohrožen britskými silami, proto se přemístil do Baltimoru, což Harrisona netěšilo. Další stěhování následovalo podle výsledků války. Harrisonova práce v kongresu jako člena Committee of Secret Correspondence, výboru pro tajnou korespondenci a také jako předsedy válečné rady během revoluce vyžadovala jeho stálou přítomnost.
Harrison se ocitl ve sporu s Washingtonem kvůli odměně pro Gilberta du Motier, markýze de La Fayette. Harrison trval na tom, že jeho účast je čestná a měla by být bez odměny. Další spor se týkal jeho podpory práva Kvakerů nosit zbraně v souladu s jejich náboženstvím. Neúspěšně tvrdil v průběhu vytváření Articles of Confederation (ústavy Konfederace), že Virginii by mělo být dáno větší zastoupení než jiným států, argumentoval větší populací a rozlohou. Jeho členství v Kongresu skončilo v říjnu 1777 a on se vrátil do Virginie, kde rychle obnovil své postavení v House of Burgesses. Byl mluvčím až do roku 1780.
V lednu 1781 zakotvila u ústí řeky James River britská flotila v počtu 1600 mužů, vedená přeběhlíkem Benediktem Arnoldem. Harrison byl vyzván, aby se okamžitě vrátil do Filadelfie a požádal o vojenskou podporu ve svém státě. Věděl, že Berkeley je jedním z Arnoldových hlavních cílů, a tak svou rodinu přestěhoval. Ve Filadelfii byly jeho prosby vyslyšeny a on získal zvýšené množství střelného prachu, zásob a vojáky, bohužel pozdě. Mezitím Arnold postoupil po James River a způsobil zmatek na obou stranách řeky. Rodina Harrisona se vyhnula zajetí během Arnoldova lednového útoku na Berkeley, ale Arnold přísahal, že po této rodině nezůstane nic. Spálil všechny rodinné portréty, zničil většinu rodinného majetku spolu s velkou částí domu. Podobně bylo zacházeno i s dalšími signatáři, někteří dopadli daleko hůře. Harrison zahájil opravu svého domu, pak se vrátil ke své korespondenci s Washingtonem a pokračoval v úsilí získat zbroj, vojáky, zásoby a oblečení pro další jižní státy.

## Guvernér Virginie
Vítězství v Yorktownu v říjnu 1781 umožnilo Harrisonovi pouze krátký oddech. Ve věku 55 let začal 30. listopadu pracovat jako pátý guvernér Virginie, ve funkci byl až do roku 1784. Peníze byly hlavním problémem, kterému jako guvernér čelil, protože státní pokladna Virginie byla vyčerpána válkou. Vláda byla sužována věřiteli, domácími i zahraničními. Bylo jasné, že stát nemá kapacity pro vojenskou akci, takže Harrison vytrvale oponoval návrhům útoků proti Indiánům v Kentucky a Illinois. Podporoval politiku soužití s indiánskými kmeny Cherokee a ostatními, což umožnilo udržet mír mezi Indiány a osadníky po dobu jeho setrvání ve funkci guvernéra.

## Návrat do legislativy a smrt
V roce 1788 se Harrison zúčastnil sjezdu 168 delegátů z Virginie, kteří měli ratifikovat či odmítnout Ústavu Spojených států, která byla v předchozím roce vypracována ve Filadelfii. Virginia Ratifying Convention (Virginská ratifikační úmluva, také označovaná jako „Virginská federální konvence“) byla státem Virginie ratifikována, nicméně Harrison zůstával skeptický vůči ústřední vládě a oponoval ústavě spolu s Patrickem Henrym, Georgem Masonem a jinými, neboť neobsahovala Bill of Rights (Listinu práv USA).
Pokračoval v práci v House of Burgesses až do své smrti v dubnu 1791. Zemřel ve svém domě během oslavy svého volebního vítězství. Jeho jméno nese kolej vysoké školy College of William and Mary ve Virginii a most přes řeku James River.